# Scars on Broadway (album)
Scars on Broadway debitantski je studijski album istoimenog rock sastava koji čine članovi System of a Downa, Daron Malakian i John Dolmayan.
Album je objavljen 29. srpnja 2008., a sve pjesme je producirao Malakian. S albuma su objavljena dva singla, They Say i World Long Gone. 

## Popis pjesama
1. "Serious" - 2:08
2. "Funny" - 2:55
3. "Exploding/Reloading" - 2:15
4. "Stoner-Hate" - 2:00
5. "Insane" - 3:07
6. "World Long Gone" - 3:16
7. "Kill Each Other/Live Forever" - 3:05
8. "Babylon" - 3:56
9. "Chemicals" - 3:13
10. "Enemy" - 3:03
11. "Universe" - 4:15
12. "3005" - 2:54
13. "Cute Machines" - 3:03
14. "Whoring Streets" - 3:01
15. "They Say" - 2:48
16. "Hungry Ghost" (bonus pjesma) - 3:29

## Top liste
| Top lista (2008.) | Pozicija |
| ----------------- | -------- |
| Australija        | 43       |
| Švedska           | 54       |
| Njemačka          | 23       |
| UK                | 41       |
| Billboard 200     | 17       |

## Produkcija
Scars on Broadway
- Daron Malakian — vokal, gitara, bas-gitara, klavijature, producent
- John Dolmayan — bubnjevi

Dodatni instrumenti
- Franky Perez
- Danny Shamoun